# Provinciekieswet
De wet van 19 oktober 1921 tot regeling van de provincieraadsverkiezingen, of kortweg de provinciekieswet, is een Belgische wet die bepaalt op welke wijze de verkiezing van de leden van de provincieraden (de provincieraadsverkiezingen) dient of diende te worden georganiseerd. De wet dateert van 1921, het basisdocument (waarop alle overige kieswetten in België (voor lagere overheden) gebaseerd zijn) voor de provinciekieswet is het Kieswetboek van 1894.
Sinds de federalisering is ze niet meer onverkort van toepassing:
- Het Brussels Hoofdstedelijk Gewest heeft sinds de splitsing van de provincie Brabant per 1 januari 1995 geen provinciaal niveau meer.
- De bevoegdheid over de gemeenten en provincies werd per 1 januari 2002 geregionaliseerd, waarvan wat betreft de verkiezingen het Vlaams Gewest gebruik heeft gemaakt en de wet vervangen heeft door het Lokaal en Provinciaal Kiesdecreet van 8 juli 2011. Voordien had Provinciedecreet van 9 december 2005 reeds wijzigingen aangebracht.
- In het Waals Gewest is de wet van 1921 nog van toepassing.

## Totstandkoming
De wet van 19 oktober 1921, ingevoerd onder de regering-Carton de Wiart, verving de wet van 22 april 1898 op de provincieverkiezingen en bracht enkele wijzigingen aan aan de provinciewet van 1836. Met deze wet werd evenredige vertegenwoordiging ingevoerd ter vervanging van het meerderheidsstelsel. Hiervoor werden de kieskantons gegroepeerd in provinciedistricten, die sindsdien als kiesomschrijving dienen.
Tezamen met deze hervorming werden voortaan ook de provinciale senatoren proportioneel aangeduid.

## Stemgerechtigde kiezers
Net zoals bij Federale kieswet is het universeel enkelvoudig kiesrecht van toepassing: elke volwassen kiesgerechtigde persoon (man of vrouw) van de Belgische nationaliteit heeft 1 stem. Men is stemgerechtigd vanaf de leeftijd van 18 jaar en men kan zich vanaf de leeftijd van 18 jaar kandidaat stellen om verkozen worden in de provincieraad.
Ook bij provinciale verkiezingen is er kiesplicht.
Er is slechts een beperkt aantal uitzonderingen op het recht om te stemmen voorzien door de Federale kieswet volgens artikels 6 en 7 van de kieswet.

## Organisatie
1. De kiezerslijsten worden opgesteld door het college van burgemeester en schepenen, (een taak die meestal wordt toegewezen aan de ambtenaren van de burgerlijke stand, die ook verantwoordelijk zijn voor de Bevolkingsregisters, het administreren van geboorten, huwelijken en overlijdens, en de toegang tot het centraal strafregister)
2. Indeling van de kiezers en stembureaus:
  1. Verkiezingen voor de provincieraad worden gehouden per kieskanton.
  2. In de hoofdplaats van elke kieskanton wordt een hoofdkantonbureau samengesteld, voorgezeten door de voorzitter van de rechtbank van eerste aanleg of de vrederechter en 4 bijzitters en 4 plaatsvervangers.
  3. het kantonhoofdbureau stelt stemopnemingsbureaus en stembureaus samen. De kantonhoofdbureaus wijzen de voorzitters en bijzitters aan van de stemopnemingsbureaus en stembureaus.
  4. Het stembureau mag niet worden gevormd vóór kwart voor acht (het stemlokaal is open van 8 tot 14/16 uur). Indien op dat ogenblik onvoldoende bijzitters of plaatsvervangende bijzitters aanwezig zijn, vult de voorzitter het stembureau ambtshalve aan met aanwezige kiezers die kunnen lezen en schrijven.
3. bijzonderheden inzake de stemlokalen en stembureaus die Federale kieswet
  1. kiezers worden toegelaten van 8-14 uur (tot 16 uur voor geautomatiseerde kiesbureaus)
4. partijen, kandidaten en lijsten
  1. voordrachten van kandidaten gebeuren bij de voorzitter van de kieskring of van het collegehoofdbureau, elke voordrachtslijst voor de kamer moet ondertekend worden door ten minste 50 kiezers voor de provincie (hetzij door ten minste drie aftredende provincieraadsleden).
  2. de partijen worden nummers toegekend door loting

1. stemverrichtingen
  1. geldig stemmen kan zoals voorzien in de Federale kieswet
2. tellen van de stemmen
  1. gebeurt in de zgn stemopnemingsbureaus, een bureau telt maximaal 2400 stemmen.

### Zetelverdeling volgens lijsten
De lijsten die minstens 5 percent van het totaal aantal geldig uitgebrachte stemmen hebben behaald in het provinciedistrict, komen in aanmerking voor de rechtstreekse zetelverdeling.
In het kiesdistrict zelf krijgt de lijst evenveel zetels als zijn stemcijfer gedeeld door de kiesdeler. Het restcijfer wordt indien toepasselijk gebruikt voor de apparentering, die als volgt verloopt:

de som der stemcijfers van de lijsten, verbonden op provincieniveau, worden gebruikt om de overblijvende zetels te verdelen. Om die zetels te verdelen maakt de provinciekieswet gebruik van de Methode-D'Hondt, waar de delers starten vanaf het aantal reeds toegekende zetels in die provincie plus een. De zetels worden toebedeeld aan de lijst in het provinciedistrict waar ze de grootste rest behaalde, op voorwaarde dat de zetels voor dit provinciedistrict nog niet uitgeput zijn; in zulk geval wordt de zetel aan de lijst in het provinciedistrict met het volgende restcijfer toegekend, enz.

### Zetelverdeling volgens kandidaten
Aan de hand van de zetelverdeling per lijst worden nu de zetels toegekend aan de kandidaten.
De verkozenen worden aangewezen op basis van de naamstemmen en een overdracht van de lijststemmen.